# Qi Xin
Qi Xin (chinês:齐心; nascida em 3 de novembro de 1926) é uma autora chinesa e membro do Partido Comunista Chinês (PCC), que escreveu vários artigos sobre seu marido, o revolucionário comunista chinês Xi Zhongxun. Qi é a mãe de Xi Jinping, atual secretário-geral do PCC e Presidente da China, também conhecido como o líder supremo.

## Vida pregressa
Qi Xin nasceu em 11 de novembro de 1926. Seu pai, Qi Houzhi (齐厚之), era o chefe do escritório de advocacia do Terceiro Exército do governo nacionalista durante a Expedição do Norte.
Em 1938, durante a Segunda Guerra Sino-Japonesa, Qi frequentava uma escola de ensino médio para meninas em Beiping, a moderna Pequim. Depois que Beiping caiu para o exército japonês, sua irmã mais velha Yun (chinês:云) a levou para o condado de Tunliu, Shanxi, quando Yun se juntou ao Exército da Oitava Rota. Yun enviou seu irmão mais novo para a equipe de estudantes da Universidade Militar e Política Contra-Japonesa, que havia criado uma escola secundária em Tunliu.
Mais tarde, no inverno de 1939, Qi foi transferida para a filial feminina da Cadre's School no condado de Changzhi, onde atuou como líder de equipe. Ela participou de combates na cidade de Yincheng e Xihuo. Qi ingressou na Escola Central do Partido Comunista Chinês em 1941, depois foi enviada para a escola secundária da Universidade Yan'an em 1942. Ela se casou com Xi Zhongxun em abril de 1944, depois de se formar na escola no final daquele ano, Qi foi para uma aldeia rural para trabalhar.

## Carreira
Em 1952, Qi mudou-se com o marido para Pequim para que ele pudesse atuar como chefe do departamento de propaganda. Em 1953, Qi se matriculou na Escola Marx de Comunismo. Depois de se formar, Qi continuou trabalhando no instituto, que ficava bem longe da casa da família e exigia que o marido cuidasse dos filhos. Qi visitou escolas provinciais e municipais criadas pelo governo comunista como consultor. Tem sido sugerido que esta posição forneceu a sua família uma proteção relativamente boa durante a Revolução Cultural, quando seu marido foi denunciado, mas não preso. Qi foi convidado a acompanhar Xi a Luoyang em 1975, no entanto, para cuidar dele enquanto ele ainda estava sob investigação.[carece de fontes?]